# Jackie Kayser
Jackie Kayser est un artiste plasticien né à Regny (Aisne) le 20 septembre 1946 et mort à Villefranche-sur-Saône le 12 juin 2004. Il a également enseigné à l’Ecole D’Arts Appliqués de la ville de Lyon.